# Кувар
Кувар је врста заната и односи се кување хране. То је тражено занимање и добри кувари су добро и плаћени. Постоје средње школе за куваре али и факултети. 
Кувари су по традицији обучени бело, асоцијација на чистоћу и хигијену, која је неопходна код спремања хране. На главама носе карактеристичне капе које истовремено говоре о њиховом рангу, знању и угледу. Што је капа виша тим је ранг кувара виши.
Кувари су имали свој еснаф ашчија, јер се у „турско доба“ то занимање звало ашчија.
Кување је веома популарна људска активност па се штампају књиге, у готово свим женским часописима увек постоје рецепти, постоје редовне ТВ емисије о кувању.
Неки кувари су стекли светску славу кувањем, наступима на ТВ-у, писањем књига. Један од најпопуларнијих је Џејми Оливер а од кувара са ових простора Стево Карапанџа.

## Књиге „кувари”
Под термином кувар често се подразумевају и књиге које садржи информације о кувању и списак рецепата. Може такође да садржи информације о пореклу, свежини, селекцији и квалитету састојака.
Док западњачки кувари обично групишу рецепте за главне оброке по главним састојцима јела, јапански кувари их уобичајено групишу по куварским техникама (нпр. пржена храна, храна на пари, роштиљана храна). Оба стила кувара садрже додатне групе рецепата као што су супе, десерти...